# Karrnuti Jrambar
Karrnuti Jrambar är en reservoar i Armenien.   Den ligger i provinsen Sjirak, i den nordvästra delen av landet, 80 kilometer nordväst om huvudstaden Jerevan. Karrnuti Jrambar ligger 1 589 meter över havet.
Trakten runt Karrnuti Jrambar består i huvudsak av gräsmarker. Runt Karrnuti Jrambar är det ganska tätbefolkat, med 129 invånare per kvadratkilometer.